# Rumunia na Letnich Igrzyskach Olimpijskich 1996
Rumunię na Letnich Igrzyskach Olimpijskich 1996 w Atlancie reprezentowało 165 zawodników w 18 dyscyplinach

## Złoto
| Zawodnik | Dyscyplina sportowa | Konkurencja                 |
| --- | ------------------- | --------------------------- |
| Laura Badea | Szermierka          | Floret kobiet indywidualnie |
| Simona Amânar | Gimnastyka          | Skok                        |
| Constanța Burcică Camelia Macoviciuc-Mihalcea                                                                                        | Wioślarstwo         |                             |
| Veronica Cochelea Liliana Gafencu Elena Georgescu Doina Ignat Elisabeta Lipă Ioana Olteanu Marioara Popescu Doina Spîrcu Anca Tănase | Wioślarstwo         | Ósemka                      |

## Srebro
| Zawodnik                              | Dyscyplina sportowa | Konkurencja             |
| ------------------------------------- | ------------------- | ----------------------- |
| Gabriela Szabo                        | Lekkoatletyka       | 1500 m                  |
| Antonel Borsan Marcel Glavan          | Kajakarstwo         | C-2 1000 m              |
| Laura Badea Roxana Scarlat Reka Szabo | Szermierka          | Floret kobiet Drużynowo |
| Marius Urzică                         | Gimnastyka          | Koń z łęgami            |
| Dan Burincă                           | Gimnastyka          | Kółka                   |
| Gina Gogean                           | Gimnastyka          | Wielobój indywidualnie  |
| Simona Amânar                         | Gimnastyka          | Ćwiczenia na podłodze   |

## Brąz
| Zawodnik                                                                         | Dyscyplina sportowa  | Konkurencja               |
| -------------------------------------------------------------------------------- | -------------------- | ------------------------- |
| Leonard Doroftei                                                                 | Boks                 | Waga lekka (– 60 kg)      |
| Marian Simion                                                                    | Boks                 | Waga półśrednia (– 67 kg) |
| Grigore Obreja Gheorghe Andriev                                                  | Kajakarstwo          | C-2 500 m                 |
| Simona Amănar Lavinia Miloșovici                                                 | Gimnastyka           | Wielobój indywidualnie    |
| Gina Gogean                                                                      | Gimnastyka           | Skok                      |
| Gina Gogean                                                                      | Gimnastyka           | Równoważnia               |
| Simona Amânar Gina Gogean Alexandra Marinescu Lavinia Miloșovici Mirela Țugurlan | Gimnastyka           | Drużynowo                 |
| Nicu Vlad                                                                        | Podnoszenie ciężarów | 108 kg                    |